# لوس دل فوئگو (فیلم)
لوس دل فوئگو (انگلیسی: Luz del Fuego) یک فیلم درام زندگی‌نامه‌ای برزیلی به کارگردانی دیوید نویس است که در سال ۲۵۲ منتشر شد. از بازیگران آن می‌توان به لوسلیا سانتوس اشاره کرد.